# الصورة في البيت
«الصورة في البيت» (بالإنجليزية: The Picture in the House)‏ هي قصة قصيرة بقلم هوارد فيليبس لافكرافت. وقد كتبها في 12 ديسمبر عام 1920،  ونشرت لأول مرة في عدد يوليو 1921 من ناشيونال أماتور  والذي نشر بدوره في صيف عام 1921.